# United States Navy
Die United States Navy (USN, auch U.S. Navy oder einfach Navy, deutsch auch US-Marine) ist die Marine der Vereinigten Staaten von Amerika. Sie ist eine Teilstreitkraft der Streitkräfte der Vereinigten Staaten und einer der acht Uniformed Services of the United States. Sie war im September 2020 mit 341.996 aktiven Marinesoldaten und 59.152 Reservisten die personalstärkste und kampfkräftigste Marine der Welt und umfasste zu diesem Zeitpunkt 293 Schiffe sowie zahlreiche Flugzeuge und Hubschrauber. Des Weiteren beschäftigt die Navy 206.303 zivile Mitarbeiter.
Die Marinehistoriker James L. Holmes und Toshi Yoshihara sahen 2008 die unangefochtene Kontrolle der Weltmeere durch die U.S. Navy als „geradezu axiomatisches Merkmal der gegenwärtigen internationalen Politik“ an. Intern dominiert die Navy die Streitkräfte, beispielsweise aufgrund ihres faktischen Nachfragemonopols im inländischen Schiffbau, und genießt nach Ansicht Harvey Sapolskys u. a. den Status eines „zweiten Verteidigungsministeriums.“

## Geschichte
Die United States Navy geht auf die große Continental Navy zurück, die am 13. Oktober 1775 vom amerikanischen Kontinentalkongress eingerichtet wurde. Zunächst bestand sie lediglich aus zwei bewaffneten Schiffen, deren Aufgabe es war, den Nachschub der Briten zu stören, die zu dieser Zeit gerade Krieg gegen die nach Unabhängigkeit strebenden Amerikaner führten. Der Kontinentalkongress richtete außerdem ein Marine-Komitee ein, das die Operationen und den Aufbau der neuen Marine leiten sollte. Auf dem Höhepunkt des Unabhängigkeitskrieges besaß die Continental Navy etwa 50 Schiffe, von denen immer ca. 20 aktiv waren. Nach dem Krieg verkaufte der Kontinentalkongress die verbliebenen Schiffe und entließ die Seeleute und Offiziere.
Die Verfassung der Vereinigten Staaten, die 1789 ratifiziert wurde, ermächtigte den neu geschaffenen Kongress der Vereinigten Staaten „eine Marine vorzuhalten und zu unterhalten“. Kraft dieser Autorität beschloss der Kongress am 27. März 1794, sechs Fregatten zu bauen, von denen die ersten drei, die United States, Constellation und die Constitution, 1797 in Dienst gestellt werden konnten. Die Verwaltung der Navy war zunächst beim Kriegsministerium angesiedelt, bis der Kongress am 30. April 1798 ein eigenständiges Marine-Ministerium einrichtete.

Gegen Ende des 19. Jahrhunderts leitete die Bundesregierung ein groß angelegtes Aufrüstungs- und Modernisierungsprogramm der Navy ein. In diesen Jahren entwickelte die US-Industrie mit rasantem Tempo ihr gewaltiges Potential. Bereits einige Jahre vor dem Ersten Weltkrieg stiegen die USA zur größten Wirtschaftsmacht der Welt auf. Motiviert war der Marinerüstungsschub auch durch die Thesen von Admiral Alfred Thayer Mahan. 1914 verfügte die U.S. Navy unter anderem über mehr als 30 Schlachtschiffe und war nach der britischen Royal Navy und der deutschen Kaiserlichen Marine zur drittstärksten Kriegsflotte der Welt herangewachsen. 1918 hatten sich einige Kräfteverhältnisse verändert (siehe Geschichte der Französischen Marine#20. Jahrhundert).

Das Verhältnis der U.S. Navy und der Royal Navy war in der ersten Hälfte des 20. Jahrhunderts von einer Rivalität auf bürokratischer und strategischer Ebene geprägt. Im Ersten Weltkrieg beschränkte das Vereinigte Königreich sein Hilfegesuch bezüglich der Rolle der US-Marine auf Konvoioperationen. Des Weiteren erhob die Royal Navy beharrlich Lizenzgebühren von der U.S. Navy auf Ausrüstung, die für letztere für ihre Mobilmachung unabdingbar waren. Infolgedessen setzte die U.S. Navy bei der Washingtoner Flottenkonferenz von 1921/22 ihr Anliegen nach Parität mit der Royal Navy durch. Ihr Interesse an einer Vorreiterrolle in den alliierten Seekriegsoperationen des Zweiten Weltkrieges untermauerte die U.S. Navy, indem sie im Streitfall der Royal und der Royal Canadian Navy in den USA gebaute Schiffe zu deren Verstärkung vorenthielt, sodass diese sich überwiegend mit der Konvoibegleitung begnügen mussten.

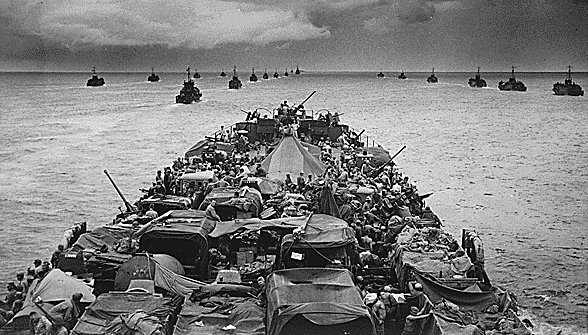
Kampfverband der U.S. Navy beim Verlegen nach Cape Gloucester (Pazifikkrieg 1943)

Beim Angriff der Japaner auf Pearl Harbor zunächst schwer getroffen, hatte die U.S. Navy im Zweiten Weltkrieg im Pazifikkrieg maßgeblichen Anteil an der Niederwerfung des japanischen Reiches, insbesondere bei den Kämpfen
1. Schlacht im Korallenmeer
2. Schlacht um Midway
3. Island Hopping ‚Inselspringen‘, vor allem Saipan, Chuuk und Eniwetok

Gegen Ende des Zweiten Weltkriegs betrug die Flottengröße der U.S. Navy etwa das Fünffache der britischen Royal Navy, ein Vorsprung, der sich seitdem kontinuierlich vergrößert hat. Einen einseitigen Schlusspunkt unter die Rivalität setzte die U.S. Navy, indem sie 1948 zunächst ihre Zustimmung zum Nordatlantikvertrag verweigerte. Aufgrund ihres Prestiges verhinderte diese Haltung die für die völkerrechtliche Verbindlichkeit des Bündnisses notwendige Ratifizierung im Senat.
Hintergrund war die ursprünglich angedachte Rollenverteilung zwischen den Vereinigten Staaten und dem Vereinigten Königreich in der NATO-Kommandostruktur. Im Rahmen diplomatischer Verhandlungen hatten die Vereinigten Staaten ihren britischen Verbündeten die Nominierung des Supreme Allied Commander Atlantic zugestanden. Im Gegenzug beanspruchten die USA den allgemeinen Führungsauftrag des Supreme Allied Commander Europe (SACEUR) durch einen General der US Army, der im Krisenfall die Gesamtverteidigung Westeuropas befehligen sollte. Der Widerstand der U.S. Navy ließ sich erst auflösen, als sie selbst die Kommandogewalt über den Atlantik übernehmen durfte, woraufhin sie der Royal Navy im Rahmen des weniger bedeutsamen Channel Command die Verteidigung des Ärmelkanals zugestand.

Nach dem Zweiten Weltkrieg musste die Navy schwere Einschnitte in ihrem Budget hinnehmen. So lag die gesamte Flottenstärke 1945 noch bei 6768 Schiffen (inklusive Landungsbooten und Versorgern), aber 1950 nur noch 634 bei Einheiten. Neben den Landungseinheiten wurden ca. 80 Flugzeugträger und 150 U-Boote außer Dienst gestellt. Schwer traf die Navy auch die Suspendierung ihres neuen Supercarriers, der United States, deren Bau 1949 nur fünf Tage nach Kiellegung gestoppt wurde. Dies löste den so genannten Aufstand der Admirale aus.

In den folgenden Jahren begann die US-Navy mit dem Bau neuer Flugzeugträger und Kreuzer. Um dabei der wachsenden U-Boot-Flotte der Sowjetunion zu begegnen, wurden ab 1959 alte Zerstörer im Programm Fleet Rehabilitation and Modernization aufgerüstet. Während des Kalten Krieges war die US-Navy wie alle anderen Gattungen Teil des Wettrüstens. 1987 wurde mit 568 Schiffen die größte Einheitenstärke dieser Epoche erreicht. Ab Anfang der 1960er Jahre wurde die strategische U-Flotte der U.S. Navy stark ausgebaut. Sie umfasste zeitweise mehr als 40 Schiffe. Ihr kommt seit Jahrzehnten im Rahmen der nuklearen Abschreckung eine große Rolle zu; sie soll im Falle eines Atomkrieges die Zweitschlagfähigkeit der USA gewährleisten.
1991/92 erschütterte der Tailhook-Skandal die U.S. Navy und beschädigte ihren Ruf und besonders den der Marineflieger. Anfang November 2023 wurde mit Lisa Franchetti erstmals offiziell eine Frau zur Leiterin der Navy ernannt. Die Außen- und Militärpolitik der USA stützt sich wesentlich auf die Macht ihrer Flugzeugträger, die, in so genanntenTrägerkampfgruppen (Carrier Strike Groups oder kurz CSG, früher: Carrier Vessel Battle Groups oder CVBG) organisiert, schnell in der Lage sind, Drohpotenzial von See her aufzubauen und über längere Zeit unabhängig von Verbündeten und landgebundenen Stützpunkten Militäroperationen auszuführen. 
Die US-Navy operiert von großen Heimatstützpunkten auf dem Territorium der USA aus, von denen die größten und bekanntesten in Norfolk (Virginia) (Naval Station Norfolk) und San Diego (Kalifornien - Naval Base Coronado) liegen. Bekannt ist auch die Marinebasis in Guantánamo Bay auf Kuba.

## Auftrag und Doktrin

### Rechtliche Grundlagen
Verfassungsrechtlich ist die Marine der Vereinigten Staaten wie die Gesamtheit der Streitkräfte in Artikel II, Abschnitt 2, Absatz I, Satz 1 und Artikel I, Abschnitt 8, Satz 11 und 14 der Verfassung der Vereinigten Staaten legitimiert. Die Ausgestaltung des Auftrags der Navy findet in Untertitel C, Teil I, Kapitel 507, § 5062, Absatz (a) des Zehnten Buches des United States Code statt. Dieser Paragraph legt neben dem Auftrag auch die Zusammensetzung der Landstreitkraft und die Zugehörigkeit zu ihr fest. Sie lautet in der Übersetzung:

„Die Navy, die eine Abteilung des Department of the Navy ist, umfasst im Allgemeinen Streitkräfte zur Seekriegsführung, Kräfte zu deren Unterstützung, und Luftstreitkräfte, soweit diese sich in diesen Zusammenhang einfügen. Sie soll vorrangig für unverzügliches und dauerhaftes Kampfgeschehen zu See organisiert, ausgebildet und ausgerüstet werden. Sie ist für die Vorbereitung der nötigen Kräfte zur effektiven Kriegsbetreibung, mit Ausnahme anderweitiger Anweisungen, und soll, in Übereinstimmung mit streitkräfteübergreifenden Mobilisierungsplänen, für die [ausreichende] Ausweitung [ihrer] Truppenteile in Friedenszeiten vorsorgen, um den Anforderungen des Krieges zu erfüllen.“

### Vordenker
Als wichtigster Theoretiker der USN gilt Admiral Alfred Thayer Mahan, der seine Seemachttheorien 1890 in dem Buch The Influence of Sea Power upon History veröffentlicht hat. Sie bestimmen bis heute das Denken der USN in erheblichem Maße. Später hat Admiral Chester W. Nimitz die Ziele und Aufgaben seiner Marine definiert. Die Regierung unter Ronald Reagan und speziell der Secretary of the Navy John F. Lehman formulierte 1982/83 das Ziel, die Marine auf 600 Schiffe zu vergrößern. Das war jedoch auf Dauer aus Kostengründen nicht aufrechtzuerhalten. Immerhin wurden in dieser Zeit die mächtigsten verbliebenen Schlachtschiffe des Zweiten Weltkrieges reaktiviert und mehrere Jahre im aktiven Dienst gehalten.

### Maritime Doktrinen
Die USN hat im Laufe der Zeit gemeinsam mit dem U.S. Marine Corps eine Anzahl von Doktrinen entwickelt und teilweise auch veröffentlicht. Die erste veröffentlichte Strategie erschien 1986 unter dem Namen The Maritime Strategy. Sie enthielt unter anderem das Programm der 600-Schiffe-Marine.
1992 wurde das strategische Konzept …From the sea erlassen, das 1994 unter dem Titel Forward … from the sea erweitert wurde. 2002 entstand auch in Reaktion auf die Anschläge vom 11. September 2001 ein weiteres Konzept mit dem Titel Sea Power 21, das für den Bereich der USN durch Naval Power 21 ergänzt wurde. Im Oktober 2007 wurde erstmals eine gemeinsame Strategie von USN, USMC und USCG verabschiedet. Sie trägt den Titel A Cooperative Strategy for 21st Century Seapower.

## Organisation

### Führung

#### Politische Führung

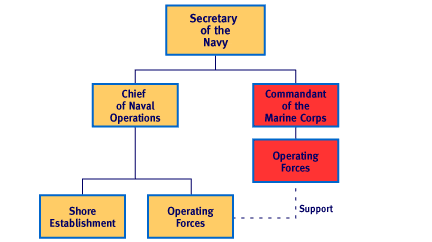
Befehlskette der U.S. Navy auf der politischen Ebene. Über dem Marinestaatssekretär stehen noch der Präsident und der Verteidigungsminister

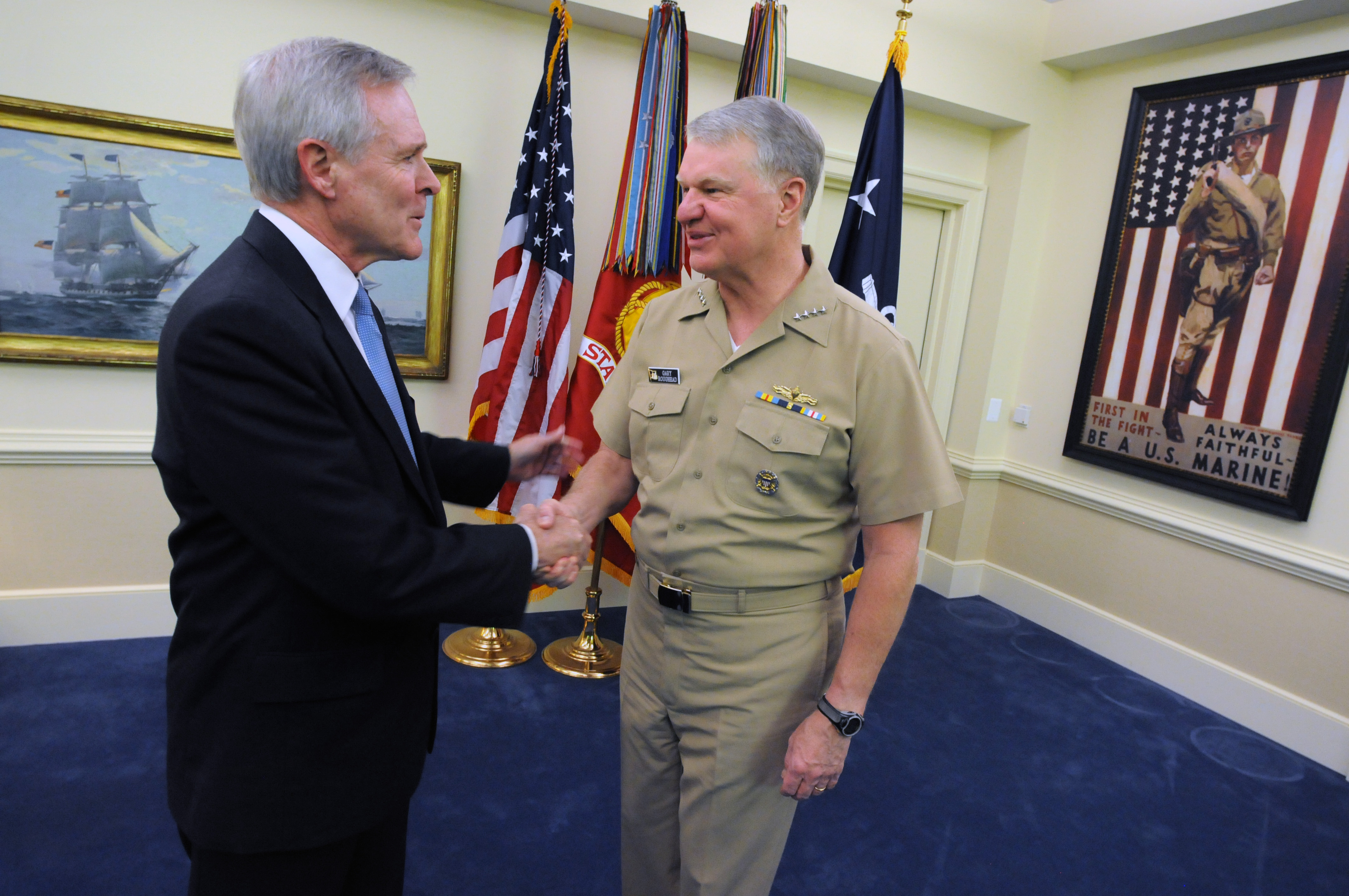
SECNAV Ray Mabus mit dem damaligen CNO Gary Roughead

Die Organisation der United States Navy richtet sich nach den Vorgaben des Goldwater-Nichols Acts. Die administrative Führung liegt beim Department of the Navy, einer Abteilung des US-Verteidigungsministeriums im Pentagon, an deren Spitze der Secretary of the Navy (SECNAV) steht. Ihm ist der ranghöchste Offizier der Navy, der Chief of Naval Operations (CNO) und dessen Stellvertreter, der Vice Chief of Naval Operations unterstellt. Der Chief of Naval Operations ist zuständig für die militärischen Belange der Navy und ist Mitglied der Joint Chiefs of Staff. Er ist verantwortlich für Organisation, Ausbildung und Ausrüstung der Navy.

#### Militärische Führung
Im August 2021 besteht die Führung der Navy aus folgenden Personen:
- Minister der Marine (Secretary of the Navy): Carlos Del Toro
- Admiralstabschef (Chief of Naval Operations): Admiral Lisa Franchetti
- Stellvertretender Admiralstabschef (Vice Chief of Naval Operations): Admiral James W. Kilby
- Oberster Unteroffizier (Master Chief Petty Officer of the Navy): MCPON James Honea[19]

#### Dienstgrade
Kleine Auswahl an Dienstgraden
| Offiziere der United States Navy | Offiziere der United States Navy | Offiziere der United States Navy | Offiziere der United States Navy | Offiziere der United States Navy | Offiziere der United States Navy | Offiziere der United States Navy | Offiziere der United States Navy | Offiziere der United States Navy | Offiziere der United States Navy | Offiziere der United States Navy | Offiziere der United States Navy |
| US-Soldstufe | O-10                             | O-10                             | O-9                              | O-8                              | O-7                              | O-6                              | O-5                              | O-4                              | O-3                              | O-2                              | O-1                              |
| --- | -------------------------------- | -------------------------------- | -------------------------------- | -------------------------------- | -------------------------------- | -------------------------------- | -------------------------------- | -------------------------------- | -------------------------------- | -------------------------------- | -------------------------------- |
| Kragenabzeichen Schulterklappe Ärmelstreifen |                                  |                                  |                                  |                                  |                                  |                                  |                                  |                                  |                                  |                                  |                                  |
| Dienstgrad | Fleet Admiral1                   | Admiral                          | Vice Admiral                     | Rear Admiral (uh)2               | Rear Admiral (lh)2               | Captain                          | Commander                        | Lieutenant Commander             | Lieutenant                       | Lieutenant Junior Grade          | Ensign                           |
| Abkürzung | FADM                             | ADM                              | VADM                             | RADM                             | RDML                             | CAPT                             | CDR                              | LCDR                             | LT                               | LTJG                             | ENS                              |
| NATO-Rangcode | OF-10                            | OF-9                             | OF-8                             | OF-7                             | OF-6                             | OF-5                             | OF-4                             | OF-3                             | OF-2                             | OF-1                             | OF-D                             |
| 1 Nur in Kriegszeiten mit Zustimmung des US-Kongresses verliehen. 2 Der Rang Rear Admiral unterteilt sich in zwei Soldstufen (lower half und upper half). Heute sind diese Dienstgrade jeweils Admiralsränge. Im 19. Jahrhundert hingegen wurde der heutige Rear Admiral (lh), also ein 1-Sterne-Admiral, Commodore genannt und war kein Flaggoffizier, sondern ein Captain mit erweitertem Verantwortungsbereich. |                                  |                                  |                                  |                                  |                                  |                                  |                                  |                                  |                                  |                                  |                                  |

### Flotten

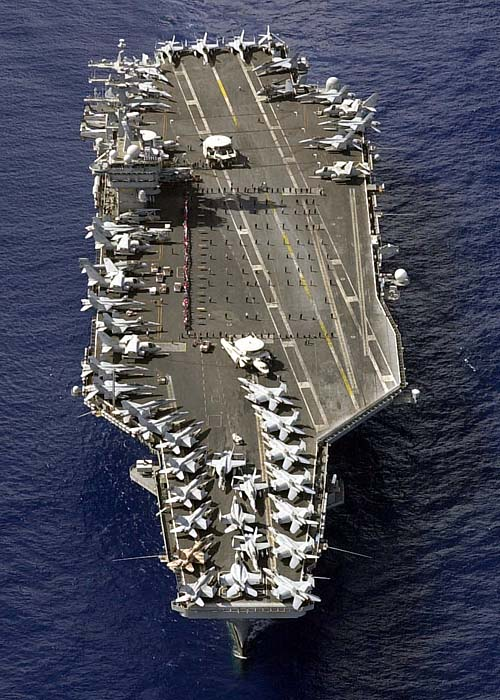
Flugzeugträger Nimitz

Seit dem Zweiten Weltkrieg ist die USN strukturell in nummerierte Flotten unterteilt, von denen jede für ein bestimmtes Gebiet zuständig ist. Diese Nummerierung ist in der Zeit nach dem Zweiten Weltkrieg nicht immer durchgängig gewesen, da einige Flotten bei Strukturänderungen zusammengefasst wurden. Entstanden dabei Lücken, wie z. B. 1973 bei der Neustrukturierung der Ersten Flotte als Dritte Flotte, so wurden diese einfach freigelassen und nicht durch Neunummerierung der restlichen Flotten gefüllt. Nach der Wiederaufstellung einer Vierten und Fünften Flotte fehlt zurzeit nur eine Erste Flotte.

#### Zweite Flotte, Atlantik
In Friedenszeiten ist die Zweite Flotte verantwortlich für das Kampftraining der Marine-Einheiten im Atlantik, entwickelt und evaluiert neue Taktiken und hält eine Kampfgruppe in Einsatzbereitschaft. Ihr Hauptoperationsgebiet ist der Atlantische Ozean vom Nord- bis zum Südpol und von der Küste der Vereinigten Staaten bis zur Westküste Europas. Sie operiert außerdem entlang beider Küsten Südamerikas und Teilen der Westküste Mittelamerikas. Insgesamt beträgt ihr Einsatzgebiet mehr als 98 Millionen km² (38 Millionen Quadratmeilen). Das Hauptquartier der Zweiten Flotte ist Norfolk, das Flaggschiff ist das amphibische Angriffsschiff der Wasp-Klasse Iwo Jima. Der Verband besteht aus einer Mischung aus Flugzeugträgern, Über- und Unterseeeinheiten, Aufklärungsgruppen, amphibischen Landungstruppen und Logistikeinheiten. Am 30. September 2011 wurde die Zweite Flotte aufgelöst, um das so eingesparte Geld in neue Schiffe zu investieren. Am 4. Mai 2018 gab die Navy bekannt, die Zweite Flotte – im Zuge der Spannungen mit Russland und der militärischen Fortschritte Chinas – wieder zu reaktivieren. Formell fand dies am 24. August 2018 statt.
Vize-Admiral Andrew Lewis übernahm das Kommando.

#### Dritte Flotte, Zentraler und Östlicher Pazifik
Hauptaufgabe der 3. Flotte ist die Überwachung der Gewässer des östlichen und zentralen Pazifik, von Alaska bis Hawaii. Zur Bewältigung dieser Aufgabe wurden die vier Flugzeugträger Nimitz, Carl Vinson, Ronald Reagan und John C. Stennis der Flotte zugewiesen. Das Hauptquartier der Dritten Flotte befindet sich im Pearl Harbor in Hawaii. Es existiert kein ausgewiesenes Flaggschiff.

#### Vierte Flotte, Karibik und Zentral- und Südamerika
Zum 1. Juli 2008 wurde die 4. US-Flotte reaktiviert. Der Kommandeur hat zusätzlich den Posten des Kommandeurs der U.S. Naval Forces Southern Command (NAVSO) inne, dem Navy Combatant Command des U.S. Southern Command (SOUTHCOM). US-Senator Bill Nelson von der Demokratischen Partei aus Florida führt vier Gründe für die Bildung der Flotte an: „die wachsende ökonomische Stärke Brasiliens, die aggressiv feindliche Haltung Venezuelas, den zunehmenden Handelsverkehr durch den Panamakanal und das Alter Fidel Castros“. Die französische Zeitung Le Figaro wurde noch deutlicher: „Um den stärker werdenden Linksregierungen in ihrem Hinterhof entgegenzutreten, entschieden sich die USA für die erneute Bildung der Vierten Flotte.“ Sie wird um die beiden Amphibischen Angriffsschiffe Kearsarge und Boxer zusammengestellt.

#### Fünfte Flotte, Naher Osten
Die Fünfte Flotte unterhält eine sichtbare Präsenz im Persischen Golf sowie in den angrenzenden Seegebieten. Sie wurde am 26. April 1944 ursprünglich aus Verbänden der Zentralpazifik-Flotte gebildet und nach dem Krieg aufgelöst. Während des Ersten Golfkrieges wurde die Region sowohl von Kräften der Atlantik- als auch der Pazifikflotte überwacht. Im Juli 1995 machten die Ereignisse eine eigene Flotte für diese Region notwendig. Nach 48 Jahren wurde die Fünfte Flotte ein zweites Mal aufgestellt und kreuzt nun im Persischen Golf, Roten Meer und in der Arabischen See. Das Hauptquartier befindet sich in Manama (Bahrain). Dieser Verband besteht normalerweise aus mindestens einer Trägergruppe, einer amphibischen Gruppe sowie weiteren landgestützten Marinefliegern und weiteren Über- und Unterwasser-Einheiten. Es existiert kein ausgewiesenes Flaggschiff.

#### Sechste Flotte, Mittelmeer
Das Hauptquartier der Sechsten Flotte (Sixth Fleet) befindet sich auf dem amphibischen Kommandoschiff der Blue-Ridge-Klasse Mount Whitney mit Heimathafen Gaeta (Italien). Die Sechste Flotte besteht aus etwa 40 Schiffen, 175 Flugzeugen und 21.000 Mann in Kampf- und Unterstützungseinheiten, die sich auf mindestens eine Trägergruppe, eine amphibische Gruppe, eine Marineexpeditionseinheit (MEU), eine Logistikgruppe und eine U-Boot-Gruppe aufteilen.

#### Siebte Flotte, Westlicher Pazifik und Indischer Ozean
Die Siebte Flotte, aufgestellt während des Zweiten Weltkriegs, ist die größte aller US-amerikanischen Frontflotten mit 50–70 Schiffen, 150 Flugzeugen und 27.000 Mann. Die Siebte Flotte und ihre Einsatzgruppen haben drei Hauptaufgaben:
- Hilfe bei Naturkatastrophen und gemeinsamen militärischen Operationen
- Operative Führung aller Navy-Einheiten in der Region
- Verteidigung der koreanischen Halbinsel.

Von den derzeit der Siebten Flotte zugeteilten Schiffen operieren 18 von US-Stützpunkten in Japan und Guam aus, darunter die Ronald Reagan als einziger permanent außerhalb der USA stationierter Flugzeugträger. Diese 18 Schiffe sind das zentrale Element der US-amerikanischen Präsenz in Asien. Sie sind 17 Tage näher an potenziellen Konfliktgebieten in Asien als ihre Gegenstücke auf Stützpunkten in den USA. Das Flaggschiff der Siebten Flotte ist das Amphibienschiff Blue Ridge, beheimatet in Yokosuka, Japan.

#### Zehnte Flotte; U.S. Fleet Cyber Command / U.S. Tenth Fleet
Die 10. Flotte wurde ab 1941 aufgebaut und offiziell am 20. Mai 1943 aufgestellt. Ihre Aufgabe war der Schutz der US-Heimatgewässer gegen Angriffe vor allem deutscher U-Boote. Dabei war sie insbesondere für die Entwicklung neuer U-Jagd-Verfahren zuständig. Sie wurde 1945 aufgelöst. 2010 stellte die U.S. Navy ein eigenes Cyber-Kommando auf und bezeichnete es als 10. Flotte mit Hinweis auf deren Tradition als experimentelles Kommando. Es untersteht dem Chief of Naval Operations. Das Hauptquartier befindet sich im Fort George G. Meade, Maryland. Aufgabe des Befehlshabers der 10. Flotte ist es, alle Cyber-Kräfte der U.S. Navy weltweit zu führen und Cyber-Operationen zu leiten. Das schließt die Elektronische Kampfführung ein.

### Truppenteile

#### Spezialeinsatzkräfte

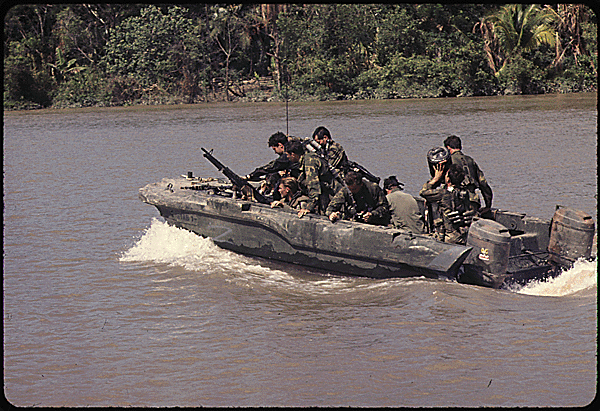
SEALs 1967 in Südvietnam

Der U.S. Navy stehen mit den U.S. Navy SEALs und den Special Boat Squadrons (SBS), die beide dem United States Naval Special Warfare Command (NAVSPECWARCOM) unterstehen, zwei Spezialeinheiten zur Verfügung. Beide Einheiten wurden im Vietnamkrieg aufgestellt und sind die für die unkonventionelle Kriegführung zuständigen Einheiten der U.S. Navy. Ein besonderer Teil dieser Einheiten bildet gemeinsam die Naval Special Warfare Development Group (DEVGRU), eine Spezialeinheit mit dem Einsatzschwerpunkt Terrorismusbekämpfung und Geiselbefreiung. Sie untersteht zwar ebenfalls administrativ und technisch dem U.S. Naval Special Warfare Command (NAVSOC), operativ jedoch dem US Joint Special Operations Command (JSOC), dem vereinigten Sonderkommando für die weltweite militärische Terrorismusbekämpfung. Das bedeutet, dass die Navy zwar diese Einheit ausbildet, bereitstellt und ausrüstet, aber keine Einsatzbefehlsgewalt über sie hat, da diese beim JSOC liegt und damit beim übergeordneten U.S. Special Operations Command (SOCOM).

#### Militärjustiz
Die Strafverfolgung nimmt für die Navy und das Marine Corps, neben der Standortmilitärpolizei, der Naval Criminal Investigative Service (NCIS) wahr. Mit der juristischen Seite und der Rechtsberatung der Kommandeure befasst sich das Judge Advocate General’s Corps der U.S. Navy („JAG“).

#### Sanitätsdienst
Für die sanitätsdienstliche Versorgung der U.S. Navy und des U.S. Marine Corps ist das Medical Corps (United States Navy) zuständig. Kommandeur der Navy Medicine ist der Surgeon General of the Navy. Er ist Chef des U.S. Navy Bureau of Medicine and Surgery (BUMED) in Washington, D.C.

### Ethos
Innerhalb der Streitkräfte der Vereinigten Staaten betreibt die Marine das größte Maß an Traditionspflege. Die meisten Marinesoldaten sehen sich als Teil einer von hauptsächlich drei Gemeinschaften, die jeweils in einer bestimmten Waffenplattform verankert sind (platform communities), und selbst weitere soziale Untergliederungen aufweisen; dies sind die Schiffe an der Wasseroberfläche (surface warfare), U-Boote und die Marinefliegerei. Im Rahmen einer starken allgemeinen Identifikation kommen diese verschiedenen Identitäten vor allem in politischen Prozessen, beispielsweise der jährlichen Verteilung des Verteidigungsetats, zum Tragen.

### Budget
Die U.S. Navy beantragte im Haushaltsjahr 2024 ein Budget von 202,5 Mrd. US-Dollar vom Wehretat.

## Rekrutierung und Ausbildung

### Grundausbildung
Die Grundausbildung in der United States Navy wird, anders als bei den anderen Streitkräften, zentral abgehalten und dauert 8 Wochen. Die Ausbildungsstätte, das Recruit Training Command, befindet sich auf der Naval Station Great Lakes, in North Chicago, Lake County, Illinois.

### Offiziersausbildung
Das zentrale Institut für die Ausbildung der Offizieranwärter der Navy und des U.S. Marine Corps (USMC) ist die United States Naval Academy (USNA). Die USNA gilt als eine der renommiertesten Hochschulen des Landes. Sie wird vom Verteidigungsministerium finanziert und befindet sich auf der Nordseite der Stadt Annapolis, Maryland, an der Chesapeake Bay. Eine weitere Möglichkeit, Offizier in der U.S. Navy oder im Marine Corps zu werden, bietet das Naval Reserve Officer Training Corps (NROTC), das eine militärische Ausbildung parallel zu einem zivilen College-Studium bietet.
Gegenwärtig absolvieren 20 Prozent der Marineoffiziere und 11 Prozent der Offiziere des USMC das NROTC. Bewerber mit abgeschlossenem College-Studium können sich außerdem durch Teilnahme an einem 12-wöchigen Lehrgang an der Officer Candidate School der U.S. Navy in Newport (Rhode Island) zum Offizier in der U.S. Navy qualifizieren. Die höhere akademische Ausbildung findet an der Naval Postgraduate School in Monterey (Kalifornien) statt, während das Naval War College in Newport, R.I. der höheren militärischen Ausbildung und Forschung dient.

## Ausrüstung

### Schiffe der U.S. Navy

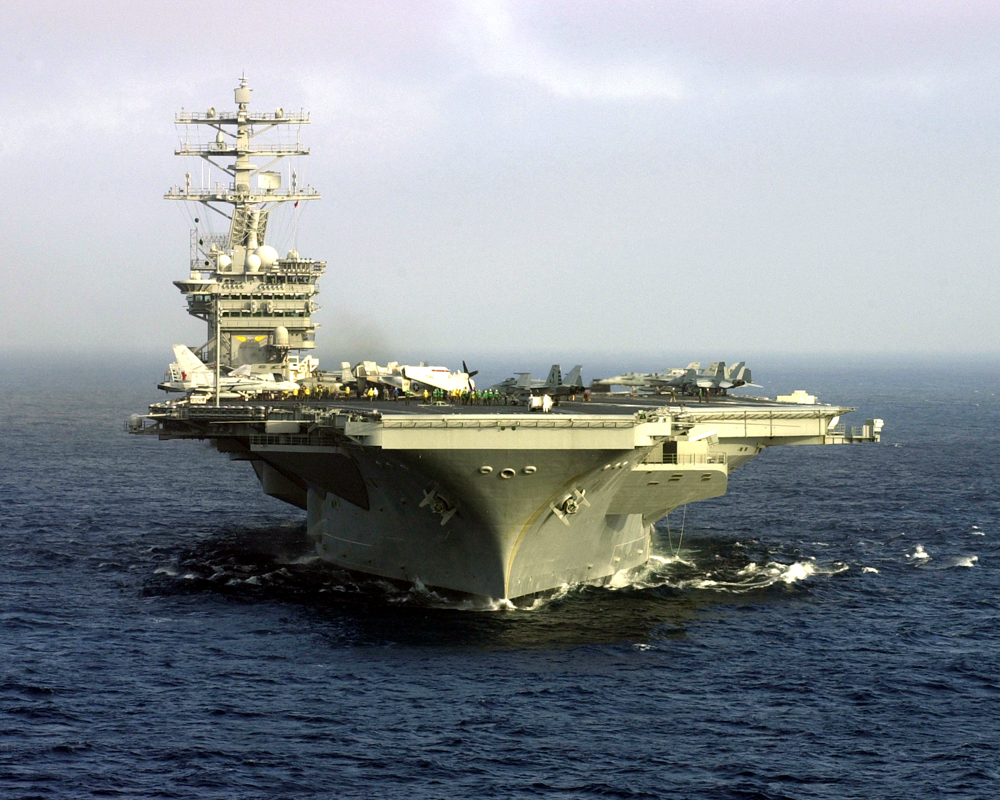
Flugzeugträger Nimitz auf hoher See

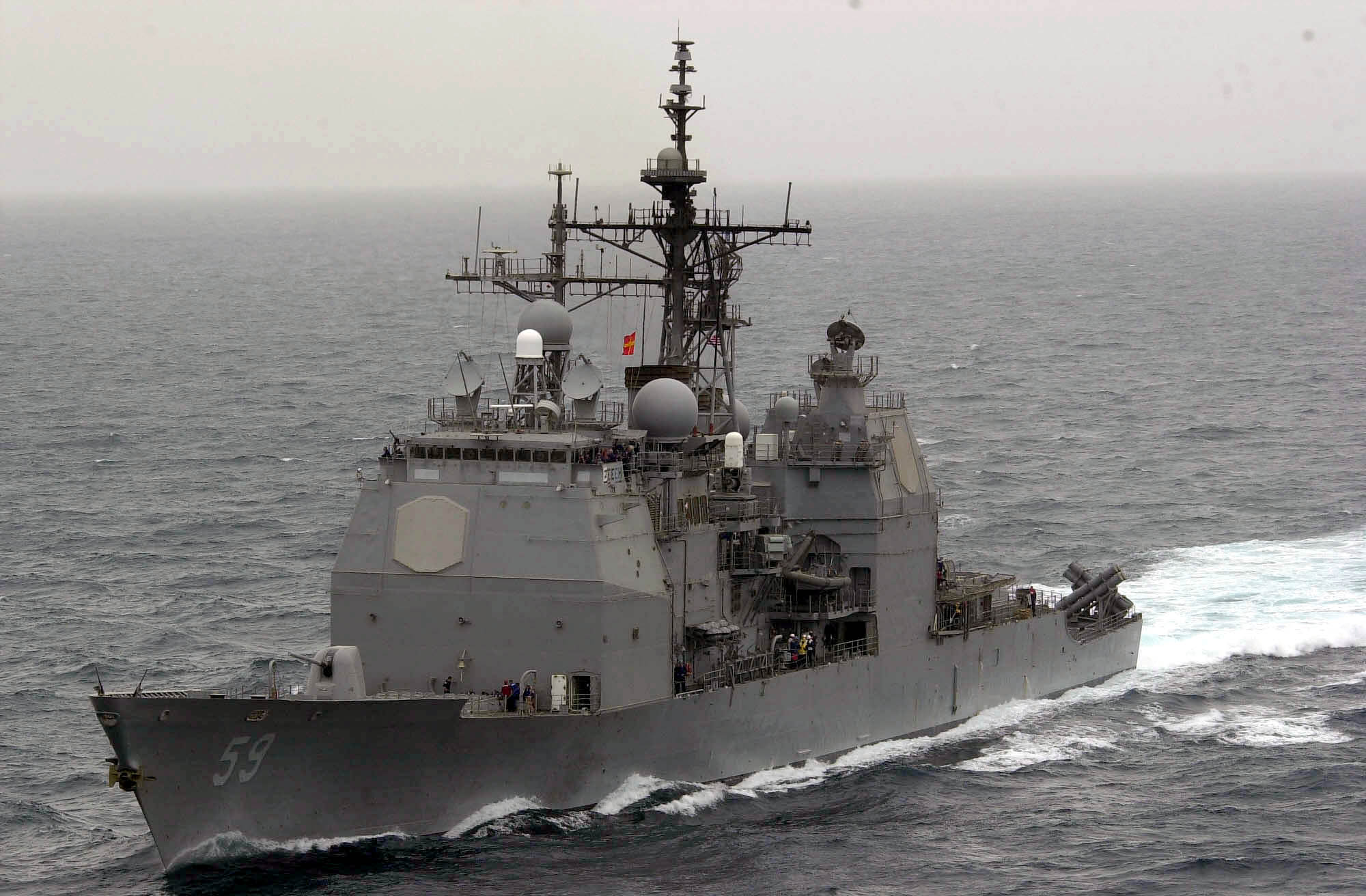
Kreuzer Princeton der Ticonderoga-Klasse

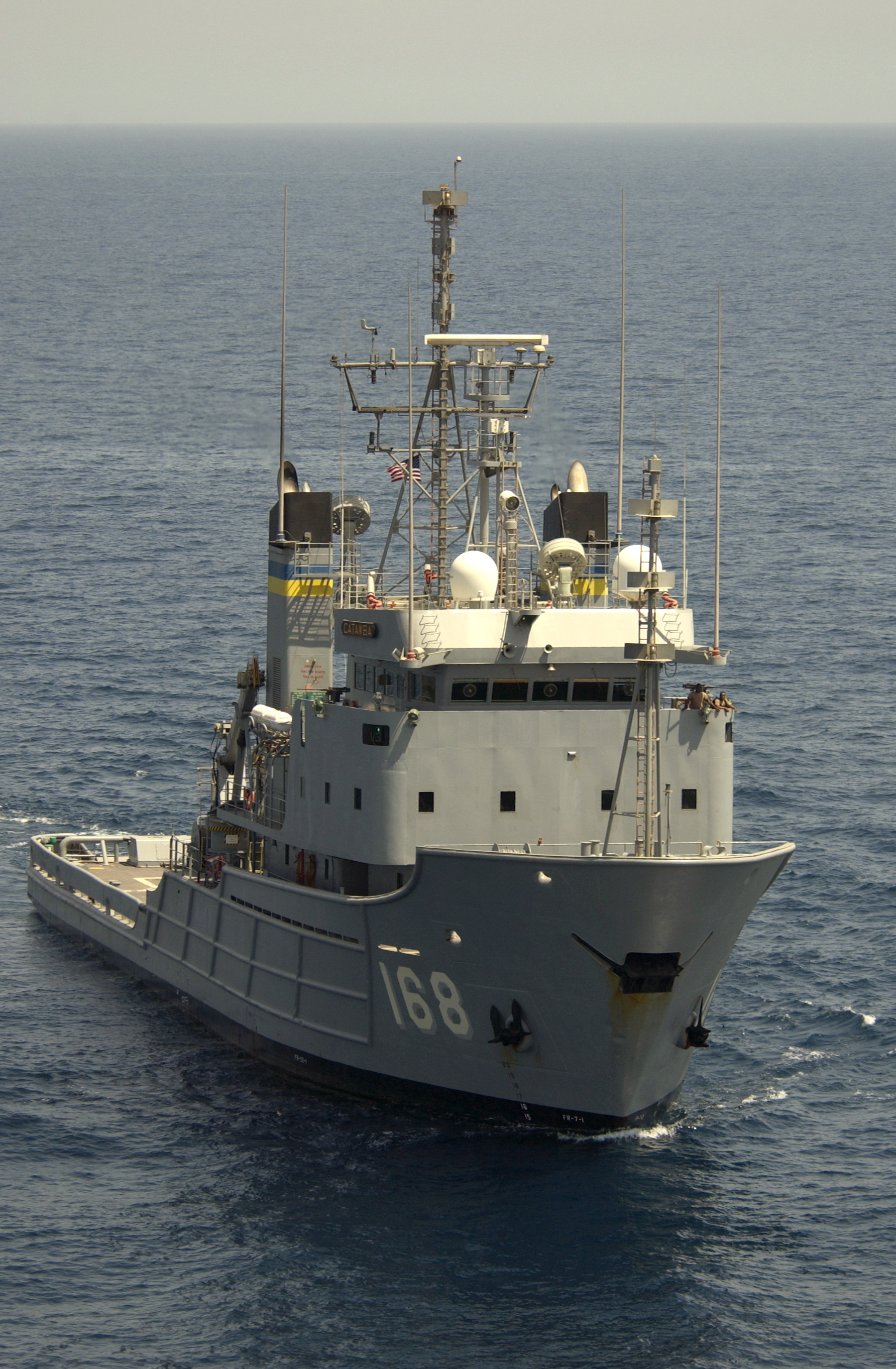
Hochseeschlepper Catawba der Powhatan-Klasse während einer Übungsfahrt im Persischen Golf

In quantitativer Hinsicht ist der Schiffsbestand der U.S. Navy insgesamt rückläufig. Im Zweiten Weltkrieg verfügte die Teilstreitkraft über knapp 6.700 Schiffe. Die Gesamtflotte wurde nach dem Kalten Krieg, in dem die Marine der 600 Schiffe hervorstach, auf 350 Einheiten verkleinert. Im Jahr 2009 summierte sich die Anzahl der Schiffe dann auf ungefähr 282.
- 11 Flugzeugträger
  - 10 Nimitz-Klasse (CVN-68 bis CVN-77)
  - 1 Gerald-R.-Ford-Klasse (CVN-78)
- 9 Kreuzer
  - 9 Ticonderoga-Klasse
- 73 Zerstörer
  - 70 Arleigh-Burke-Klasse
  - 3 Zumwalt-Klasse
- 27 Littoral Combat Ship
  - 11 Freedom-Klasse
  - 16 Independence-Klasse
- 9 Amphibische Angriffsschiffe
  - 7 Wasp-Klasse
  - 2 America-Klasse
- 12 Amphibische Dockschiffe
  - 12 San-Antonio-Klasse
- 10 Docklandungsschiffe
  - 4 Harpers-Ferry-Klasse
  - 6 Whidbey-Island-Klasse
- 2 Amphibische Kommandoschiffe
  - 2 Blue-Ridge-Klasse
- 69 U-Boote
  - 27 Los-Angeles-Klasse
  - 18 Ohio-Klasse
  - 3  Seawolf-Klasse (davon eine Einheit für Spezialoperationen stark modifiziert)
  - 21 Virginia-Klasse
- 8 Minensuchboote
  - 8 Avenger-Klasse
- 47 Hilfsschiffe
  - 4 Supply-Klasse
  - 9 Stückgutschiffe Lewis-and-Clark-Klasse
  - 14 Betriebsstofftransporter Henry-J.-Kaiser-Klasse
  - 4 Forschungsschiffe Victorious-Klasse
  - 1 Forschungsschiff Impeccable-Klasse
  - 3 Hochseeschlepper Powhatan-Klasse
  - 12 Transportschiffe Spearhead-Klasse

### Klassifizierung
Die U.S. Navy benutzt Buchstabenkürzel, um einen Schiffstyp zu klassifizieren. Diese Kürzel mit einer Ordnungsnummer sind Bestandteil des Schiffsnamens, z. B. „USS NIMITZ (CVN-68)“.
- AE (Ammunition Ship): Munitionstransporter
- AFS (Combat Stores Ship)
- AGOS (Ocean Surveillance Ship): Forschungsschiffe
- AO (Fleet Oiler): Flottentanker
- AOE (Fast Combat Support Ship): schnelles Unterstützungsschiff
- ATF (Fleet Ocean Tug): Hochseeschlepper
- BB (Battleship): Schlachtschiff (mittlerweile wurden alle Schiffe dieser Klasse ausgemustert)
- CG (Guided Missile Cruiser): Lenkwaffenkreuzer
- CGN (Guided Missile Cruiser Nuclear): Atomkreuzer (mittlerweile wurden alle Schiffe dieser Klasse ausgemustert)
- CV (Cruiser, heavier-than-air craft): Flugzeugträger (mittlerweile wurden alle Schiffe dieser Klasse ausgemustert)
- CVN (Cruiser heavier-than-air craft Nuclear): Nuklearangetrieber Flugzeugträger
- DD (Destroyer): Zerstörer (mittlerweile wurden alle Schiffe dieser Klasse ausgemustert)
- DDG (Guided Missile Destroyer): Lenkwaffenzerstörer
- FF (Frigate): Fregatte (mittlerweile wurden alle Schiffe dieser Klasse ausgemustert)
- FFG (Guided Missile Frigate): Lenkwaffenfregatte
- LCC (Amphibious Command Ship): Amphibisches Kommandoschiff
- LCS (Littoral Combat Ship): Küstenkampfschiff
- LHA (Landing Helicopter Assault): Amphibisches Helikopter-Angriffsschiff
- LHD (Landing Helicopter Dock): Amphibisches Helikopter-Angriffsschiff mit flutbarem Dock-allgemeine Kapazitäten (Mischung aus LHA und LPD)
- LPD (Landing Platform Dock): Amphibisches Dockschiff
- LSD (Landing Ship, Dock): Docklandungsschiff
- MCM (Mine Countermeasures Ship): Minenjagdboote/Minenleger
- SSBN (Ship Submersible Ballistic Nuclear): Nuklearangetriebes Raketen-U-Boot mit ballistischen Raketen
- SSGN (Ship Submersible Guided Missile Nuclear): Nuklearangetriebenes Raketen-U-Boot mit Marschflugkörpern
- SSN (Ship Submersible Nuclear): Nuklearangetriebes Jagd-U-Boot

### Bemerkenswerte Schiffe
Flugzeugträger sind militärisch und politisch die wichtigste Waffe der Navy. Mit ihren Flugzeugen können sie von einem neutralen Ort (Internationale Gewässer) weit in feindliches Gebiet hinein militärische Macht demonstrieren und an jedem Punkt der Welt politischen Druck ausüben.
- Independence-Klasse, entstand während des Zweiten Weltkriegs durch Umbau von Kreuzerrümpfen.
- Nimitz-Klasse (10 Schiffe), aktuell im Dienst.
- Enterprise (CVN-65), erster Flugzeugträger der U.S. Navy mit Nuklearantrieb.
- Kitty Hawk (CV-63), letzter US-Flugzeugträger mit ölbefeuertem Antrieb, der 2009 nach 47 Jahren außer Dienst gestellt wurde.

U-Boote sind die strategische Waffe der Navy und können sowohl zur Überwachung feindlicher Marineaktivitäten als auch als Plattform für (auch nukleare) Lenkwaffen dienen.
- George Washington – erstes Atom-U-Boot mit ballistischen Raketen (wird oft als erstes U-Boot mit ballistischen Raketen bezeichnet, allerdings hatte die Sowjetunion damals schon umgebaute Zulus.)
- U-Boot der Los-Angeles-Klasse
  - Greeneville – 2001 mit einem japanischen Frachter kollidiert
- Nautilus – erstes U-Boot mit Atomantrieb (1955)
- Scorpion – 1968 durch Unfall verloren gegangen
- Thresher – 1963 bei einem Unfall gesunken

Schlachtschiffe:

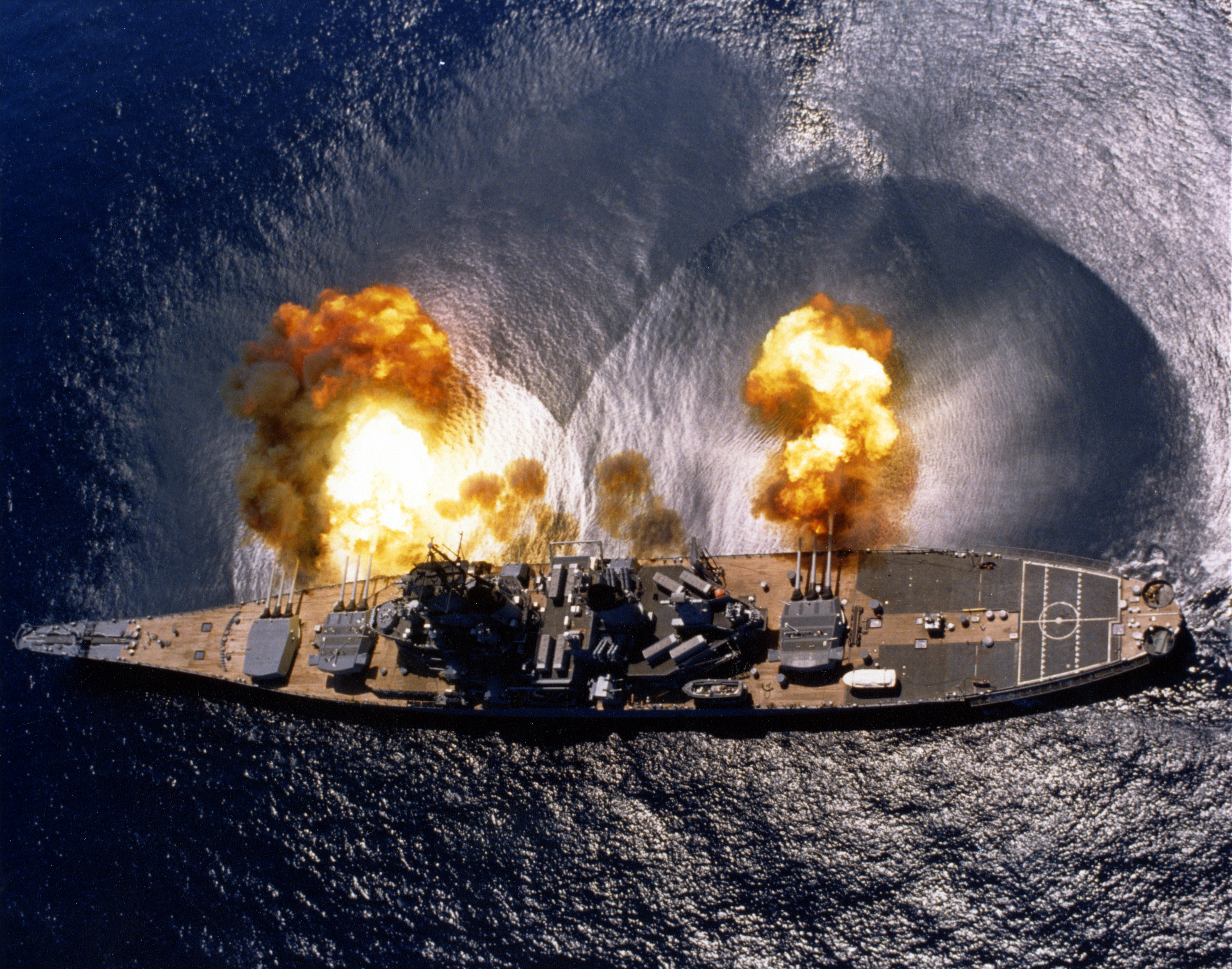
Die Iowa feuert eine volle Breitseite ab (1984)

- Arizona – Pennsylvania-Klasse, beim Angriff auf Pearl Harbor versenkt
- Missouri – Schlachtschiff der Iowa-Klasse, auf dem Japan 1945 die Kapitulation unterschrieb, außerdem das letzte in Dienst gestellte Schlachtschiff der U.S. Navy
- Texas – Flaggschiff des D-Day

Kreuzer:
- Indianapolis – Schwerer Kreuzer, von japanischem U-Boot versenkt. Transportierte zuvor eine Atombombe.
- Long Beach – erstes nuklear getriebenes Überwasserschiff der Welt und erster Atomkreuzer.
- Vincennes – schoss 1988 einen zivilen iranischen Airbus A300 im Persischen Golf ab

Zerstörer:
- Cole – schwer beschädigt bei einem terroristischen Bombenanschlag in Aden (Jemen)
- Reuben James – der erste Verlust der US-Amerikaner im Zweiten Weltkrieg
- Zumwalt

Andere:
- Mercy-Klasse – Lazarettschiffe
- Pegasus-Klasse – Tragflügelboote
- Sea Shadow – erstes echtes Stealth-Schiff der Navy
- Swift – Hochgeschwindigkeits-Katamaran
- Constitution – das weltweit älteste, noch im Dienst stehende Kriegsschiff, das noch schwimmt
- Akron und Macon Starrluftschiffe, konnten u. a. Aufklärungsflugzeuge absetzen und wieder aufnehmen
- Liberty – Aufklärungsschiff, von israelischen Streitkräften schwer beschädigt

### Marineflugzeuge

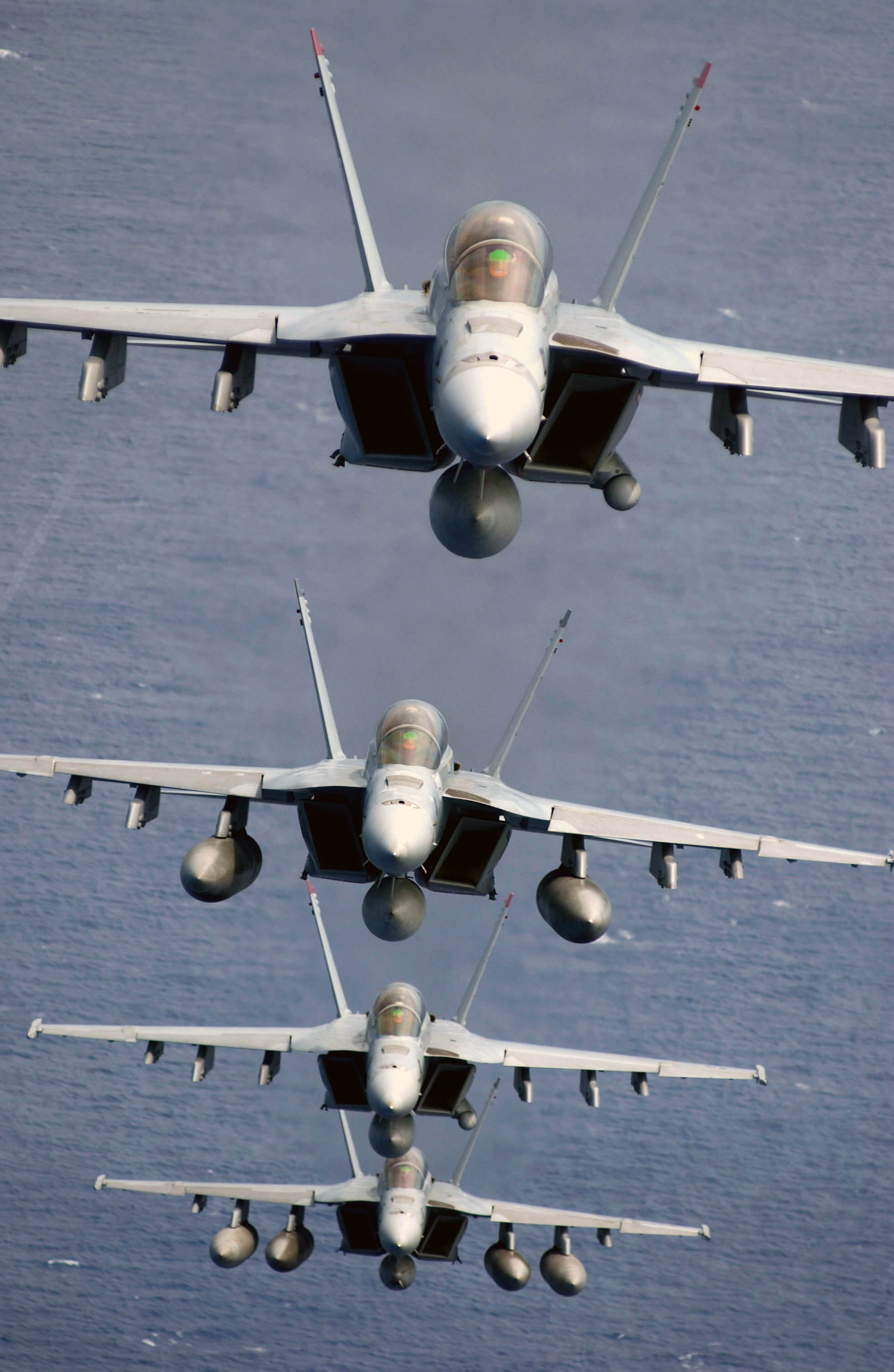
Vier F/A-18 Super Hornets im Formationsflug

Von ihren Flugzeugträgern lässt die Navy gegenwärtig die Jagdflugzeuge vom Typ F/A-18A-D „Hornet“ und F/A-18E/F „Super Hornet“ operieren. Für die elektronische Kampfführung unterhält die Navy auf ihren Trägern eine Flotte EA-6B „Prowler“, die seit 2009 durch die EA-18G „Growler“, eine Abwandlung der Super Hornet, abgelöst wird. Für U-Jagd und Luftbetankung waren bis 2009 die S-3 „Viking“ auf den Trägern stationiert. Als Frühwarnflugzeug wird die E-2C „Hawkeye“ verwendet. Im September 2006 wurde die F-14 „Tomcat“ offiziell aus dem Dienst zurückgezogen, bereits 2004 wurde die zur Tomcat gehörenden AIM-54 Phoenix, die einzige Langstrecken-Luft-Luft-Rakete der US-Streitkräfte, außer Dienst gestellt. Seit 2016 ist die F-35C Lightning II in Dienst gestellt.
Die Navy unterhält außerdem diverse Hubschrauber. Die Standard-Plattform ist heute der SH-60 „Sea Hawk“, bis 2009 blieben außerdem noch Modelle des Typs SH-3 „Sea King“ in Dienst. Von Land aus setzt die Navy die P-3 „Orion“ ein, die seit der Ausmusterung der S-3 „Viking“ der derzeit einzige, aktive Seeaufklärer der Navy ist. Die Orions sollen ab 2013 durch die neue P-8 „Poseidon“ ersetzt werden. Historisch von der Navy eingesetzte Fluggeräte umfassen unter anderem folgende weitere Starr- und Drehflügler:
- Douglas A-3 „Skywarrior“
- Douglas A-4 „Skyhawk“
- North American A-5 „Vigilante“
- Grumman A-6 „Intruder“
- Vought A-7 „Corsair II“
- Vought F-8 „Crusader“
- McDonnell F-4 „Phantom II“
- Grumman F-14 „Tomcat“
- CH-46 „Sea Knight“
- CH-53 „Sea Stallion“
- SH-2 „Seasprite“

Die U.S. Navy unterhält außerdem eine Kunstflugstaffel, die Blue Angels. Die Elite-Flugschule der Navy, die United States Navy Fighter Weapons School, besser bekannt durch den gleichnamigen Film als Top Gun, genießt einen exzellenten Ruf. Sobald sich der US-Präsident an Bord eines Flugzeuges der Navy befindet, erhält dieses das Rufzeichen Navy One.

### Weiterentwicklung
Die Navy plant drei Flugzeugträger der neuen Gerald-R.-Ford-Klasse. Die Kreuzer der Navy sollen durch Schiffe aus dem CG(X)-Programm ersetzt werden, Näheres über Bauzahlen ist noch nicht bekannt. Das Arleigh-Burke-Zerstörer-Programm soll fortgeführt werden. Die Jagd-U-Boote der Los-Angeles-Klasse sollen nach und nach durch die neue Virginia-Klasse ersetzt werden. Ein Ersatz für die Ohio-Klasse ist vorerst nicht geplant. Der 2006 dem Kongress vorgelegte Schiffbauplan sieht eine Größe der Marine von 313 Schiffen vor. Bis 2038 sollten demnach 31 Unterstützungsschiffe, 20 Versorger, 20 Küstenkampfschiffe, 12 U-Boote mit ballistischen Raketen, mehr als 50 Jagd-U-Boote, fast 80 Littoral Combat Ships, 70 Kreuzer und Zerstörer und sieben Flugzeugträger gebaut werden.
Dem stehen jedoch erhebliche finanzielle Probleme entgegen. 2008 schätzte die Haushaltsabteilung der US-Kongressverwaltung, dass das 30-Jahres-Programm der Marine 25 Milliarden Dollar pro Jahr kosten würde, fast ein Drittel mehr als im Budget vorgesehen. Zudem wird das Bauprogramm von Krisen begleitet: Das Zumwalt-Zerstörerprogramm wird nach drei Schiffen vorzeitig abgebrochen; vorgesehen waren einmal 32 Einheiten. Die Entwicklung des Littoral Combat Ships übersteigt die Kostenpläne um das Doppelte. Eines davon, das Typschiff USS Freedom, lief am 23. September 2006 vom Stapel und wurde im November 2008 in Dienst gestellt. Zudem werden die Flugzeugträger der Ford-Klasse die geplanten Kosten von 13,7 Milliarden Dollar pro Stück deutlich übersteigen.

### Signalzeichen
1859 erhielt Martha Coston (1826–1904) ein Patent (Nr. 23.596) auf das von ihr in mehr als zehn Jahren entwickelte System pyrotechnischer Signale, die bis heute fester Bestandteil der Kommunikation der United States Navy sind. Coston gründete eigene Firmen, die Coston Signal Company und die Coston Supply Company, die bis 1985 existierten. Vor allem in den Sezessionskriegen kam ihrer Erfindung eine bedeutende Rolle zu.

## Stützpunkte

Karte der Marinestützpunkte innerhalb der Vereinigten Staaten, Stand: 2004

Die Größe, Komplexität und die internationale Präsenz erfordern eine hohe Anzahl an Basen, die die Operationen der Streitkraft aufrechterhalten. Die inländischen Stützpunkte befinden sich bis auf wenige Ausnahmen an der West- und Ostküste des Landes. Daneben betreibt die Marine eine bedeutende Anzahl an Stützpunkten in Ländern, mit denen die Vereinigten Staaten Truppenstationierungsstatute abgeschlossen haben.

### Ostküste
In der Region Hampton Roads im Bundesstaat Virginia hat sich durch eine Ansammlung von Rüstungsfirmen, Institutionen und Docks der größte Marinestützpunkt der Welt herausgebildet, was an den sehr günstigen geographischen Bedingungen dieser Region liegt. Insgesamt besitzt die US-Marine hier über 146 km² Land. Die Naval Station Norfolk ist der Heimathafen der Atlantikflotte. In der Reihe der Basen an der Ostküste ragt ebenfalls der Bundesstaat Florida heraus, da er den drittgrößten Stützpunkt der Navy, Naval Station Mayport, ebenso beherbergt wie einen der wichtigsten Marineflugplätze, die Naval Air Station Pensacola. Die wichtigste U-Boot-Basis, die Naval Submarine Base New London, befindet sich in Groton, Connecticut. Zwei der vier Navy-eigenen Werften, die Norfolk Naval Shipyard und die Portsmouth Naval Shipyard, befinden sich an der Ostküste.

### Westküste
Der zweitgrößte Marinekomplex der Vereinigten Staaten, die Naval Base San Diego, befindet sich in San Diego, Kalifornien. Neben dem Heimathafen der Pazifikflotte befindet sich hier auch das Naval Special Warfare Center, das Ausbildungszentrum für die SEALs. Eine weitere Ansammlung an Institutionen liegt am Puget Sound, Washington, dazu gehören auch die modernste Basis der Navy, die Naval Station Everett, und die Puget Sound Naval Shipyard. Das Hauptquartier der Pazifikflotte befindet sich ebenso wie weitere Einrichtungen in Pearl Harbor auf Hawaii. Dort liegt auch die Pearl Harbor Naval Shipyard.

### Auswahl bedeutender Stützpunkte im Ausland
- Manama (Bahrain) – Hauptquartier der Fünften Flotte
- Gaeta (Italien) – Hauptquartier der Sechsten Flotte
- Yokosuka (Japan) – Hauptquartier der Siebten Flotte und Heimathafen des Flaggschiffes der Siebten Flotte Blue Ridge
- Guantánamo Bay – Kleiner Teil der Südküste Kubas, von den USA gepachtet. Wird als Marinestützpunkt und umstrittenes Gefangenenlager für mutmaßliche Terroristen genutzt.
- Diego Garcia (Indischer Ozean) – Gemeinsamer Stützpunkt mit Großbritannien

## Bekannte Angehörige der U.S. Navy
- Humphrey Bogart (1899–1957), – Schauspieler
- Ernest Borgnine, Gunner’s Mate, First Class (1917–2012) – Schauspieler
- George H. W. Bush, Lieutenant (1924–2018) – US-Präsident, jüngster Marineflieger während des Zweiten Weltkriegs
- Jimmy Carter, Lieutenant Commander (1924–2024) – US-Präsident, im Kalten Krieg U-Boot-Fahrer, 2002 Friedensnobelpreis
- Roger B. Chaffee, Lieutenant Commander (1935–1967) – Raumfahrer, Apollo 1
- John Coltrane, Seaman, First Class (1926–1967) – Jazzsaxophonist
- Bill Cosby (* 1937) – Schauspieler
- Kirk Douglas, Lieutenant Junior Grade (1916–2020) – Schauspieler
- Henry Fonda, Lieutenant Junior Grade (1905–1982) – Schauspieler, im Zweiten Weltkrieg beim Office of Naval Intelligence
- Gus Hall, Machinist’s Mate (1910–2000) – Politiker der Kommunistischen Partei der USA (CPUSA)
- Grace Hopper, Rear Admiral (1906–1992) – Informatikerin
- Lyndon B. Johnson, Commander (1908–1973) – US-Präsident, bekam den Silver Star für seinen Einsatz im Südpazifik
- John F. Kennedy, Lieutenant (1917–1963) – US-Präsident, Schnellbootkommandant im Zweiten Weltkrieg
- John Sidney McCain III, Captain (1936–2018) – Marineflieger im Vietnam-Krieg, Kriegsgefangener 1968–1973, US-Senator aus Arizona, zweifacher US-Präsidentschaftskandidat (2000, 2008)
- Richard Nixon, Commander (1913–1994) – US-Präsident, Nachschuboffizier im Zweiten Weltkrieg
- Hyman Rickover, Admiral (1900–1986) – Einwanderer aus Polen, Leiter des Programmes für nukleare U-Boote
- Alan Shepard, Rear Admiral (1923–1998) – Marineflieger, erster US-amerikanischer Astronaut (Mercury-Programm), 5. Mensch auf dem Mond (Apollo-Programm)
- John Young, Captain (1930–2018) – Marineflieger, Pilot im Gemini-Programm, im Apollo-Programm und im Space Shuttle
- Jack Lemmon, Ensign (1925–2001) – Schauspieler mit zwei Oscars